# جون شابمان
جون شابمان (11 مارس 1877 في المملكة المتحدة - 12 أغسطس 1956 في المملكة المتحدة) (بالإنجليزية: John Chapman)‏ هو لاعب كريكت بريطاني (وحمل سابقاً جنسية المملكة المتحدة لبريطانيا العظمى وأيرلندا). لعب مع نادي مقاطعة ديربيشاير للكريكت ‏.

## وصلات خارجية
- جون شابمان على موقع إي آس بي آن كريك إنفو (الإنجليزية)